# Лангензендельбах
Лангензендельбах (нім. Langensendelbach) — громада в Німеччині, розташована в землі Баварія. Підпорядковується адміністративному округу Верхня Франконія. Входить до складу району Форхгайм.
Площа — 9,59 км2. Населення становить 3126 ос. (станом на 31 грудня 2020).